# Iujni (Txukotka)
Iujni (en rus, Южный) és un possiólok despoblat del districte autònom de Txukotka, a Rússia. Es troba a 70 km al sud de Pevek, prop del riu Mlelin.